# Красный Берег (Быховский район)
Красный Берег (бел. Кра́сны Бе́раг) — деревня в составе Новобыховского сельсовета Быховского района Могилёвской области Беларуси. До 2013 года в составе Нижнетощицкого сельсовета.

## История
В 1924—1954 годах центр Краснобережского сельсовета. До 2013 года деревня входила в состав Нижнетощицкого сельсовета.

## Население
- 1780 год — 31 житель
- 1897 год — 547 жителей
- 1926 год — 953 жителя
- 1982 год — 347 жителей
- 2009 год — 218 жителей

## Достопримечательность
- Памятный знак землякам, погибшим в годы в Великой Отечественной войне